# Джеффрис, Джеймс Джексон
Джеймс Дже́ксон Дже́ффрис (англ. James Jackson Jeffries; 15 апреля 1875, Кэрролл, Огайо, США — 3 марта 1953, Бербанк, Калифорния, там же) — американский боксёр-профессионал, чемпион мира в супертяжёлом весе. В 1990 году его имя было внесено в Международный зал боксёрской славы.
В 1899 году с его участием был снят первый полнометражный немой фильм — «Матч Джеффрис — Шарки».

## Биография
Джеймс (Джим) Джексон Джеффрис родился 15 апреля 1875 года в семье фермера. У него было четыре брата и три сестры. С самого рождения имел отменную физическую силу и выносливость. В 1881 году семейство Джеффрисов переехало в Лос-Анджелес. Там Джим и занялся боксом.

## Профессиональная карьера
Карьеру профессионального боксёра он начал в Лос-Анджелесе в 1895 году в возрасте 20 лет. В течение трёх с лишним лет одерживал победу за победой.

#### Чемпионский бой с Робертом Фицсимонсом
9 июня 1899 года в Бруклине встретился  с чемпионом мира Робертом Фицсиммонсом. В 11-м раунде Джеффрис нокаутировал соперника и стал абсолютным чемпионом мира. Позднее в 1902 году Фицсиммонс предпринял ещё одну попытку одолеть Джима, но был нокаутирован ещё быстрее в 8-м раунде.
В ранге чемпиона Джеймс не избегал сильных соперников, неоднократно отстаивал свой титул. Джеффрис настолько был уверен в своих силах, что однажды предложил сильнейшим боксёрам того времени Роберту Фитцсиммонсу, Джиму Корбетту и Тому Шарки провести с ними бои в течение одного дня, но они отказались. 

В 1904 году женился. Вскоре Джеймс и его жена Фрид обзавелись малюткой Мэри и в мае 1905 года чемпион покинул ринг непобеждённым.

### Возвращение
В 1908 году абсолютным чемпионом мира впервые стал чернокожий боксёр, гигант Джек Джонсон, который успешно защищал титул, побеждая всех белых претендентов, каждого из которых именовали "белая надежда". В поисках достойного соперника для него выбор менеджеров пал на Джеймса Джеффриса. К тому времени Джеймс уже 5 лет занимался своим фермерским хозяйством и успел изрядно потерять форму. На бой он долгое время не соглашался и лишь чрезвычайно солидное гарантированное вознаграждение (при любом исходе боя он получал 40 000 долларов – почти равных 1 000 000 долларов современных) заставило его выйти на ринг.

#### Чемпионский бой с Джеком Джонсоном
Бой состоялся 4 июля 1910 года и принес победу в 15-м раунде Джеку Джонсону.
Больше Джеффрис официальных боёв не проводил, хотя ещё несколько раз участвовал в показательных боях.

## Смерть
Скончался 3 марта 1953 года в Калифорнии.

## Результаты боёв
| Бой | Дата | Соперник | Судьи | Место боя | Раундов | Результат | Дополнительно |
| --- | ---- | -------- | ----- | --------- | ------- | --------- | ------------- |
|     |      |          |       |           |         |           |               |
| Бой | Дата | Соперник | Судьи | Место боя | Раундов | Результат | Дополнительно |